# Christiane Baroche
Pour les articles homonymes, voir Baroche.
Christiane Baroche, née le 20 janvier 1935 à Paris et morte le 26 juillet 2024 dans la même ville, est une femme de lettres française.

## Biographie
Elle est écrivain de romans et de nouvelles et de critique littéraire. Elle est participante, parfois aussi présidente, de plusieurs comités littéraires et de jurys de prix littéraires.
Membre de la SGDL, elle a fait partie du comité, et a participé à la création du Prix du premier recueil de nouvelles qu'elle finançait sur ses propres deniers.

## Œuvres
- Les Feux du large, nouvelles, Gallimard, 1975
- Chambres, avec vue sur le passé, nouvelles, Gallimard, 1978 (Prix Goncourt de la nouvelle 1978)
- L’Ecorce indéchiffrable, poèmes, collection SUD, 1979
- Pas d’autres intempéries que la solitude, nouvelles, Gallimard, 1980
- Perdre le souffle, nouvelles, Gallimard, 1983
- Un soir, j’inventerai le soir, nouvelles, Actes Sud, 1983
- L'Hiver de beauté, Gallimard, 1987
- Plaisirs amers, roman, Gallimard, 1987 (Folio no 2181)
- Et il ventait devant ma porte, nouvelles, Gallimard, 1989
- Le Boudou, Grasset, 1991,  (ISBN 978-2-24644-729-0)
- Les Ports du silence, Grasset, 1992
- La Rage au bois dormant, Grasset, 1995
- Les Petits Bonheurs d'Héloïse, Grasset, 1997
- Ailleurs sous un ciel pâle, Le Castor astral, 1997,  (ISBN 978-2-85920-311-5)
- Petit traité de mauvaises manières, Grasset, 1998 (Prix Anna-de-Noailles 1999)
- La Petite Sorcière de l’hôpital, nouvelles, Le Verger, 1999
- L'Homme de cendres, roman, Grasset, 2001
- Attention chaud devant, nouvelles, Transbordeurs, 2007,  (ISBN 978-2-84957-085-2)
- Plaisirs amers, roman, Actes Sud, 2009
- Le Neuvième Jour, nouvelle, Rhubarbe, 2010,  (ISBN 978-2-916597-32-4)
- Comme un vertige, nouvelle, éditions Émoticourt, 2012
- La Réponse du berger, nouvelle, Rhubarbe, 2014,  (ISBN 978-2-916597-81-2)
- Le Voyage éperdu, récit, Rhubarbe, 2017,  (ISBN 978-2-37475-017-0)